# ザーヒラ行政区
ザーヒラ行政区（ザーヒラぎょうせいく、アラビア語: محافظة الظاهرة Muḥāfaẓat aẓ-Ẓāhirah）はオマーンの行政区。
中心都市はイブリー。
2011年10月28日に「地方」から「行政区」に移行した

。

## 下位行政区画
ザーヒラ行政区は3つの州（ウィラーヤ）に分かれる。
- イブリー (Wilāyat ʿIbrī ولاية عبري)
- ヤンクル (Wilāyat Yanqul ولاية ينقل)
- ダンク (Wilāyat Dhank ولاية ضنك)